# Velîka Hlumcea, Iemilciîne
Velîka Hlumcea (în ucraineană Велика Глумча) este localitatea de reședință a comunei Velîka Hlumcea din raionul Iemilciîne, regiunea Jîtomîr, Ucraina.

## Demografie
Componența lingvistică a localității Velîka Hlumcea
     Ucraineană (99,71%)
     Alte limbi (0,29%)
Conform recensământului din 2001, majoritatea populației localității Velîka Hlumcea era vorbitoare de ucraineană (99,71%), existând în minoritate și vorbitori de alte limbi.